# Palau Comtal de Perpinyà
El Palau Comtal de Perpinyà era la residència medieval, romànica, dels comtes de Rosselló, a la ciutat de Perpinyà, de la comarca del Rosselló (Catalunya Nord).
Era situat al costat mateix de l'església de Sant Joan el Vell i de l'emplaçament actual de la catedral de Sant Joan Baptista. Sobre les seves restes es va dreçar molts anys l'escola privada denominada Cours Maintenon, i bona part de les seves restes són dessota del pati central de l'antiga escola, ara residència privada.

## Història
Els comtes de Rosselló tingueren la primera residència a Castell Rosselló, primitiu cap i casal del Rosselló. Entre el 961 i el 974, adquiriren la major part de l'alou de Perpinyà, i possiblement el 991, moment en què esdevé comte Guislabert I (mort el 1013), fixa la residència comtal a Perpinyà. El lloc on es va emplaçar el primitiu Palau Comtal de Perpinyà era al costat nord-oest de l'actual catedral de Sant Joan Baptista, al lloc on hi hagué més tard l'Hospital de Sant Joan i encara més tard la Cité Bartissol. Una carta del 1152 del comte Gausfred III descriu la situació del palau dient que és al costat del cementiri de Sant Joan (el Vell). En el moment de la creació de la comunitat de canonges agustinians, el 1150, aquesta comunitat s'instal·la en una part del palau, la de ponent. El mateix bisbe d'Elna hi residia els dies que s'estava a Perpinyà.
Traslladada la residència comtal al nou Palau dels Reis de Mallorca, l'antic Palau Comtal passà a ser Palau Espiscopal, i els bisbes elnencs i perpinyanencs començaren a fer reformes importants a l'antic palau romànic. Aquest conjunt arquitectònic començà a ser conegut com a la Canorga. Diverses reformes als segles XV i XVI en modificaren molt l'estructura, però els fets més importants esdevingueren a ran de la construcció de les noves muralles i bastions, a partir del 1597, i de les greus inundacions del 1621 i 1632, que feren inhabitable el palau. El 1673 els dos extrems, de ponent i de llevant, foren del tot aterrats i reconstruïts, i entre 1697 i 1705, primer, i el 1795, després, es feren noves reformes. Mentrestant, part del palau que romania fou llogat a un fabricant de pólvora i salnitre. Amb la Revolució Francesa, la Canorga fou venuda, i al llarg de quasi tot el segle XX s'hi instal·la l'escola privada Cours Maintenon.
Totalment amagades, les restes de l'antic Palau Comtal subsistiren amagades, malgrat uns escrits de l'historiador del segle xvii, Jeroni Pujades i del canonge Coma, del xviii, que en parlaven. Finalment, el 1963 es va poder comprovar l'existència d'una sala romànica, enterrada sota el Cours Maintenon.

## Les restes del castell
El Palau Comtal va ser quasi del tot destruït a les reformes dels segles XV, XVI, XVII, xviii i xix, però va romandre soterrada una gran sala, orientada de llevant a ponent, rectangular, de 31 metres de llargària i 6 d'amplada. Coberta amb volta de canó llis lleument apuntat, damunt de parets fetes amb còdols de riu disposats en espina de peix. Té dues espitlleres que, com la volta, remeten al segle xi, pel que fa a la seva datació. Un terç de la sala s'estén dessota l'actual carrer del Castellet, des del pati central de l'actual conjunt residencial. En l'actualitat es troba entre 5 i 10 metres de profunditat, respecte del nivell actual dels carrers. Es devia tractar del celler de l'antic palau.